# Tune in for Love
Pour plus de détails, voir Fiche technique et Distribution.
Tune in for Love (hangeul : 유열의 음악앨범 ; RR : Yoo-Yeol Eui Um-ak-ael-beom, litt. « L'Album musical de Yoo Yeol ») est une comédie romantique sud-coréenne réalisée par Jeong Ji-woo et sortie en 2019 en Corée du Sud.
Elle totalise plus d'un million d'entrées au box-office sud-coréen de 2019.

## Synopsis
En 1994, le premier jour où le chanteur Yoo Yeol devient DJ du programme radiophonique Music Album, Mi-soo (Kim Go-eun) rencontre Hyeon-woo (Jung Hae-in). Celui-ci vient juste de sortir d'un centre de détention pour mineurs et entre dans la boulangerie de Mi-Soo et de sa sœur aînée Eun-ja. (Kim Guk-Hee). Il commence à travailler à temps partiel dans le commerce. Au début, Mi-Soo a peur de Hyeon-Woo, mais ils se rapprochent et développent des sentiments l'un envers l'autre. Hyeon-Woo porte cependant une lourde culpabilité à la suite d'un incident fatal survenu dans son passé et ne veut en parler à personne.
Un jour, les amis de Hyeon-Woo se présentent à la boulangerie et repartent avec lui. Mi-Soo pense alors qu'il ne reviendra pas. Leur relation ne s'arrête pas là et ils se croisent plusieurs fois dans l'avenir.

## Fiche technique
- Titre original : 유열의 음악앨범
- Titre international : Tune in for Love
- Réalisation : Jeong Ji-woo
- Scénario : Lee Sang-yeon
- Production : Myeong Jin-kim
- Société de production : Movie Rock, Seo Woo Film et Film Fenok
- Société de distribution : CGV Art House
- Pays d’origine :  Corée du Sud
- Langue originale : coréen
- Format : couleur
- Genre : comédie romantique
- Durée : 122 minutes
- Date de sortie :
  -  Corée du Sud : 28 août 2019

## Distribution
- Kim Go-eun : Mi-Soo
- Jung Hae-in : Hyeon-Woo
- Park Hae-joon (en) : Hyeon-Joo
- Jeong Yoo-jin (en) : Tae-Seong